# Pierre Ponsich
Pierre Ponsich (en catalan : Pere Ponsich), né à Perpignan le 14 février 1912 et mort dans cette même ville le 23 décembre 1999, est un archéologue et historien français d'expression française et catalane.

## Publications

### Ouvrages
- (ca + fr) Eugèni Cortade, Ramon Gual et Pere Ponsich, Cotlliure fa temps, Prades, Terra nostra, 1975, 72 p. (BNF 35594897)
- (ca + fr) Titi Coste, Ramon Gual et Pere Ponsich, Banyuls de la Marenda fa temps, Prades, Terra nostra, 1977, 74 p. (BNF 35594995)
- (ca + fr) Rosselló, Vallespir, Conflent, Capcir, Cerdanya, Fenolledès : limites historiques et répertoire toponymique des lieux habités de ces anciens pays, Prades, Terra nostra, 1980, 199 p. (BNF 35593974)

### Articles
- « Des blocs gravés aux plombs inscrits des bains d’Arles », Études roussillonnaises,‎ 1952, p. 227-232
- « Les origines de Saint-Michel de Cuxa : Saint-André d'Exalada et Saint-Germain de Cuxa », Études roussillonnaises, nos 1-2,‎ 1952, p. 7-19
- « « Cabanes » et « orris » de pierre sèche des Pyrénées-Orientales », Études roussillonnaises, nos 2-3-4,‎ 1956, p. 305-317
- « La grande histoire de Saint-Michel de Cuxa au Xe siècle », Les Cahiers de Saint-Michel de Cuxa, no 6,‎ juin 1975
- « Saint-André d'Eixalada et la naissance de l'abbaye de Saint-Germain de Cuixa (840-879) », les Cahiers de Saint-Michel de Cuxa, no 11,‎ 1980, p. 7-32
- « Limites historiques et répertoire toponymique du Vallespir », Terra Nostra, no 37,‎ 1980

## Distinctions
- Prix Creu de Sant Jordi (1987)